# 三崎公園 (秋田県・山形県)

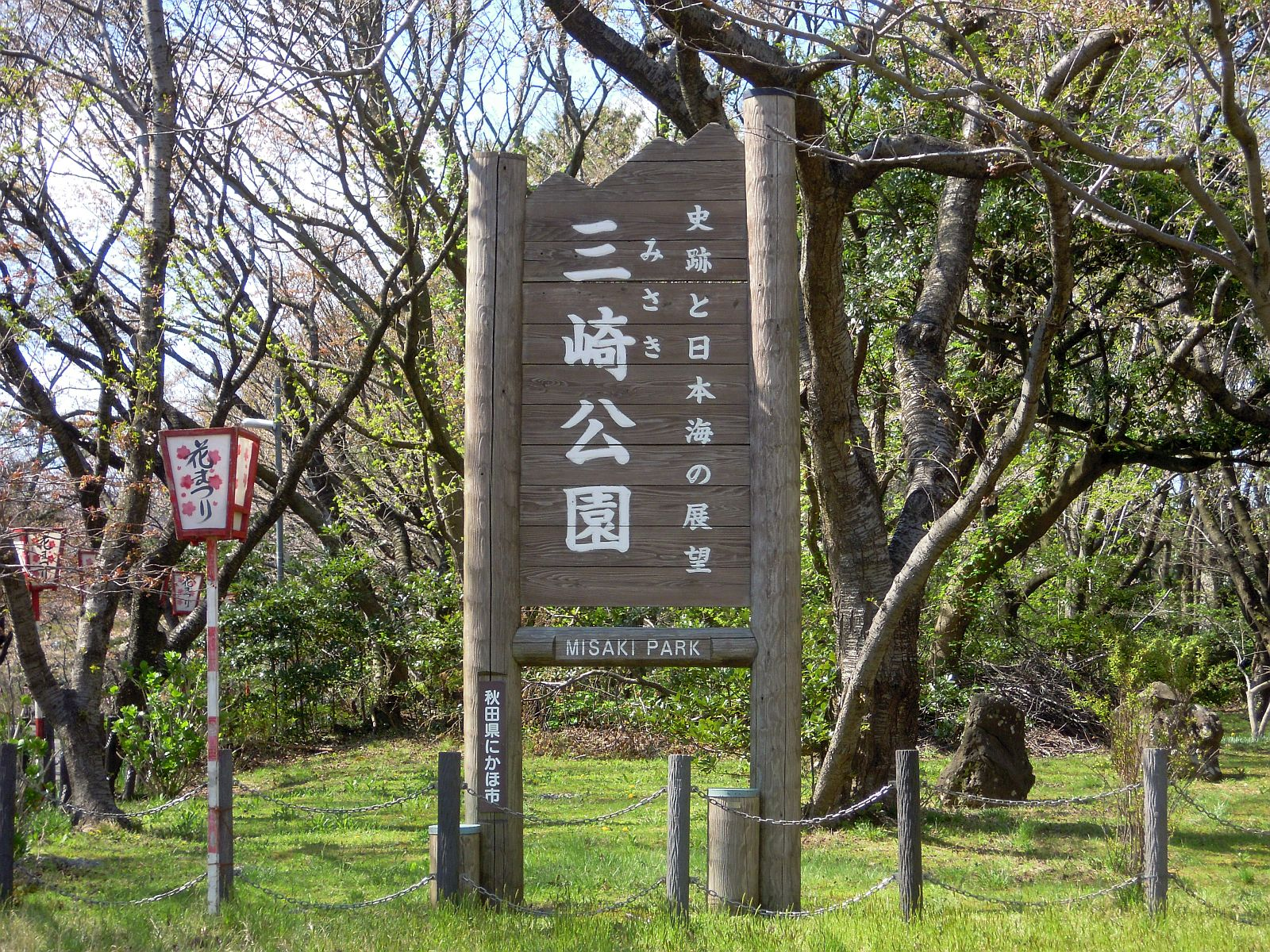
三崎公園入口の看板

三崎公園（みさきこうえん）は、秋田県にかほ市と山形県遊佐町にまたがる三崎にある、海浜公園である。鳥海国定公園の一部である。

## 概要

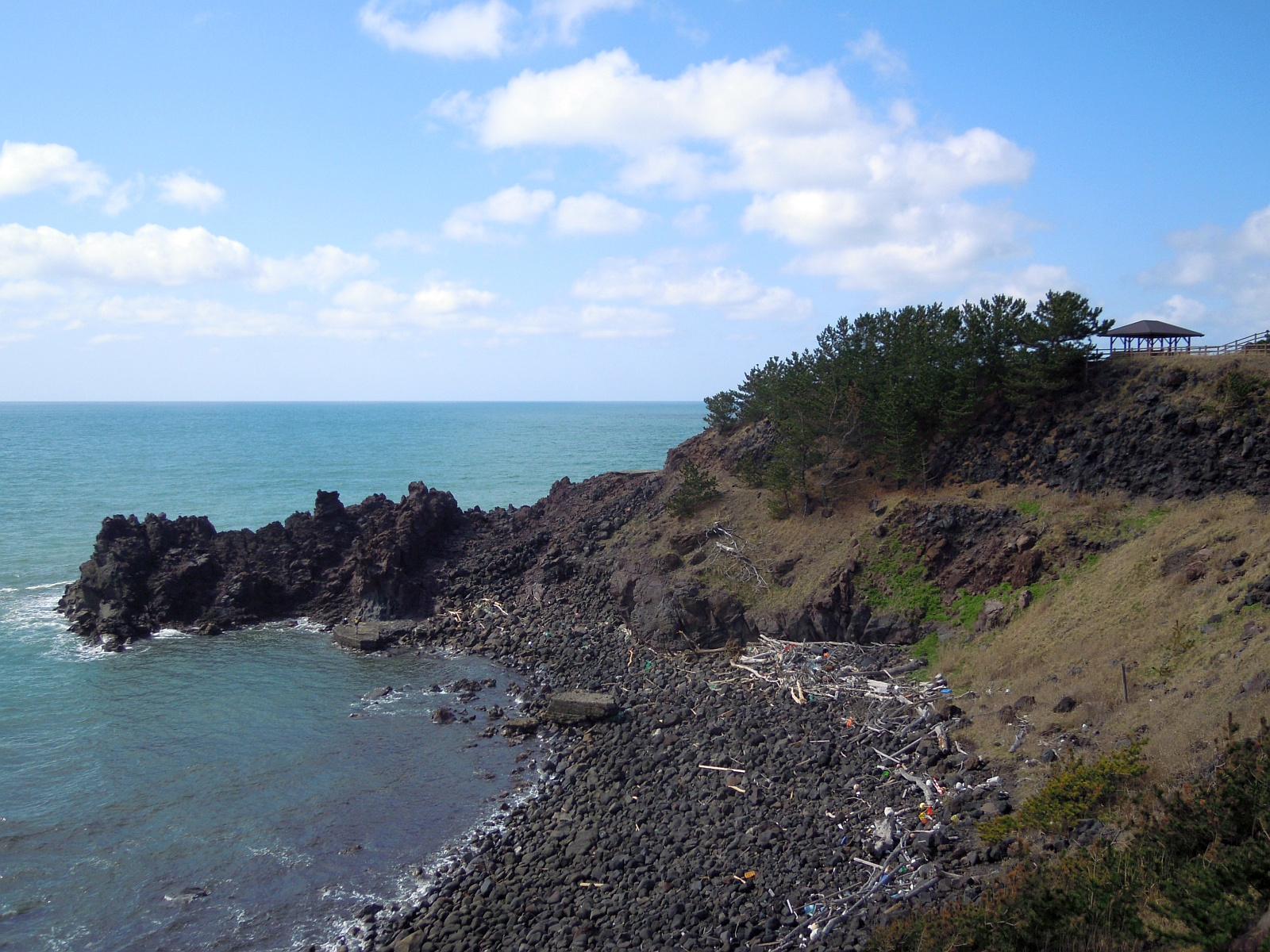
観音崎

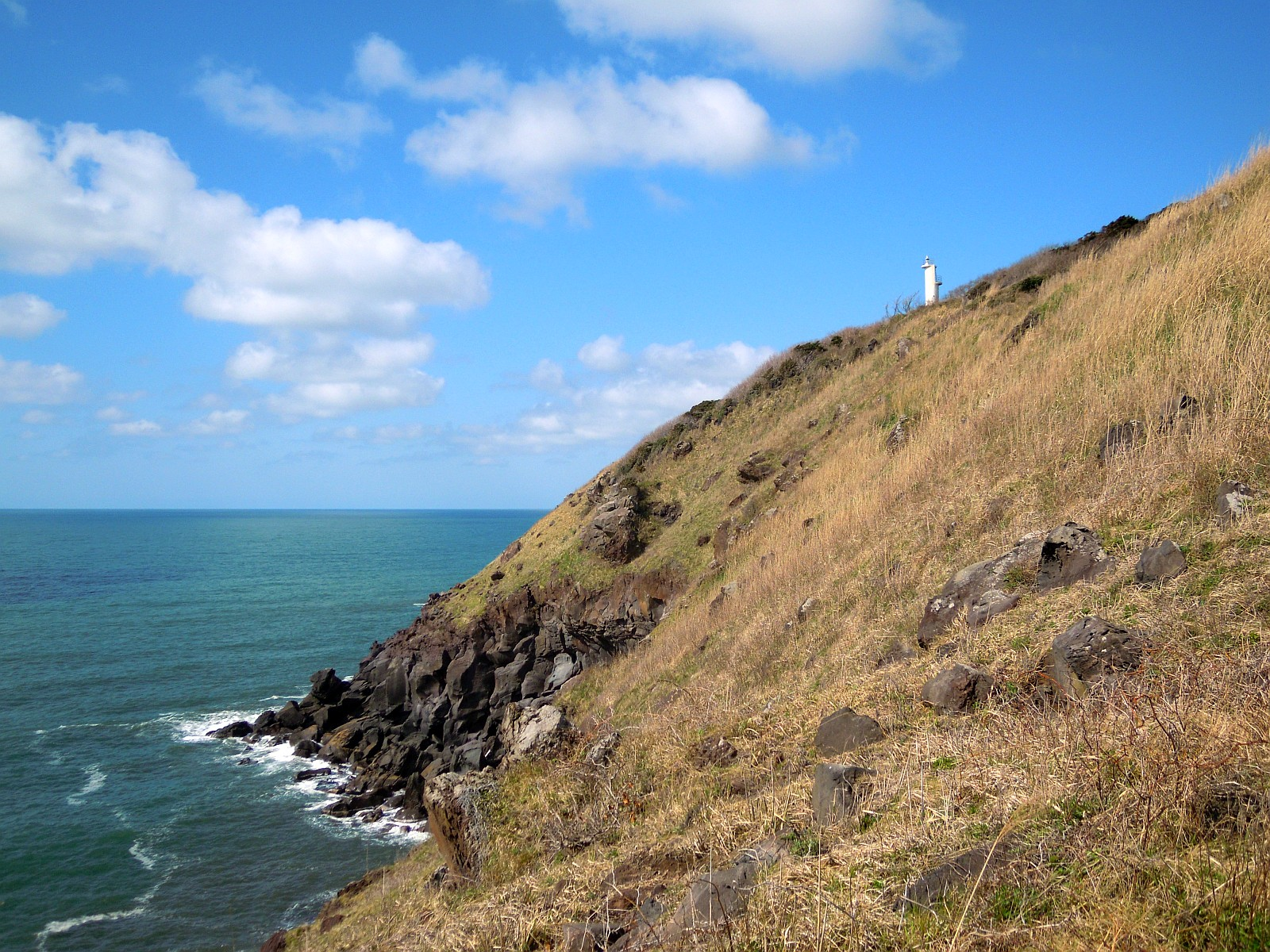
大師崎

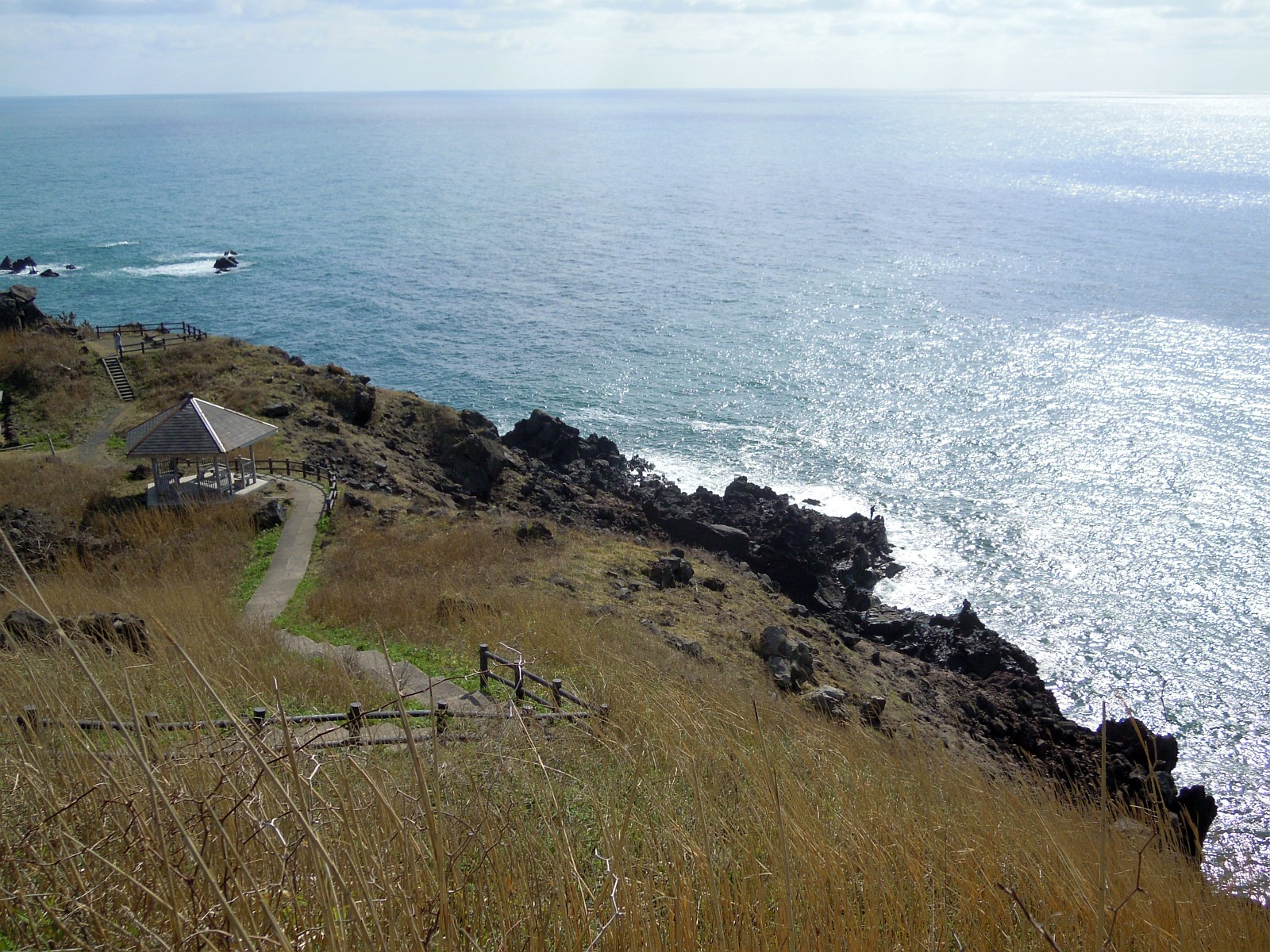
不動崎

国道7号の秋田・山形県境に位置している。鳥海山の溶岩流が海に流れ込み、それが長い時間を経て波に浸食されて断崖絶壁となっている。公園内には、観音崎・大師崎・不動崎という3つの岬があり、これが日本海に突き出ていることから、三崎と呼ばれている。断崖絶壁に沿った海岸線は開けており、貴重な植物群落があり、石畳の遊歩道が整備されている。その中には白亜の羽後三埼灯台がそびえており、海の難所でもある付近の海上交通を見守っている。
国道7号沿いには、約700株のソメイヨシノが植えられており、勢至公園と並び秋田県で最も早く桜が開花する場所である。
三崎の山形県側すぐの場所には、女鹿という集落がある。男鹿に対する場所であり、この地には、「アマハゲ」という「ナマハゲ」に酷似した風習が伝わっている。また、飛島とも、鳥海山の噴火によって成立したという飛島の成立伝説から、古来より密接な交流があり、現在も鳥海山大物忌神社の例大祭の日には、お互いの対岸に向けて御祭灯を上げる風習がある。

## 三崎峠
この地は日本海沿いを進む羽州浜街道の古くからの難所の一つであり、手長足長という妖怪の伝説に準えた有耶無耶の関という関所が設けられていた。松尾芭蕉も象潟へ向かう道中に三崎峠を通り、「奥の細道」でその難渋ぶりを記している。河合曾良の随行記には、「是より先は馬も通れぬ難所」と記されている。現在も旧道は「三崎山旧街道」として保存整備されており、歴史の道としてハイキングコースとなっている。
明治時代になり、初代山形県令となった三島通庸は、萬世大路・関山峠・雄勝峠とともに山形県発展の礎とすべく、新道を内陸寄りに開削した。1877年（明治10年）に開通し、これによって秋田県と山形県の交通が活発となった。
現在の国道7号は1952年（昭和27年）に旧街道に近い経路で開通した。

## 羽後三埼灯台
- 航路標識番号：1383

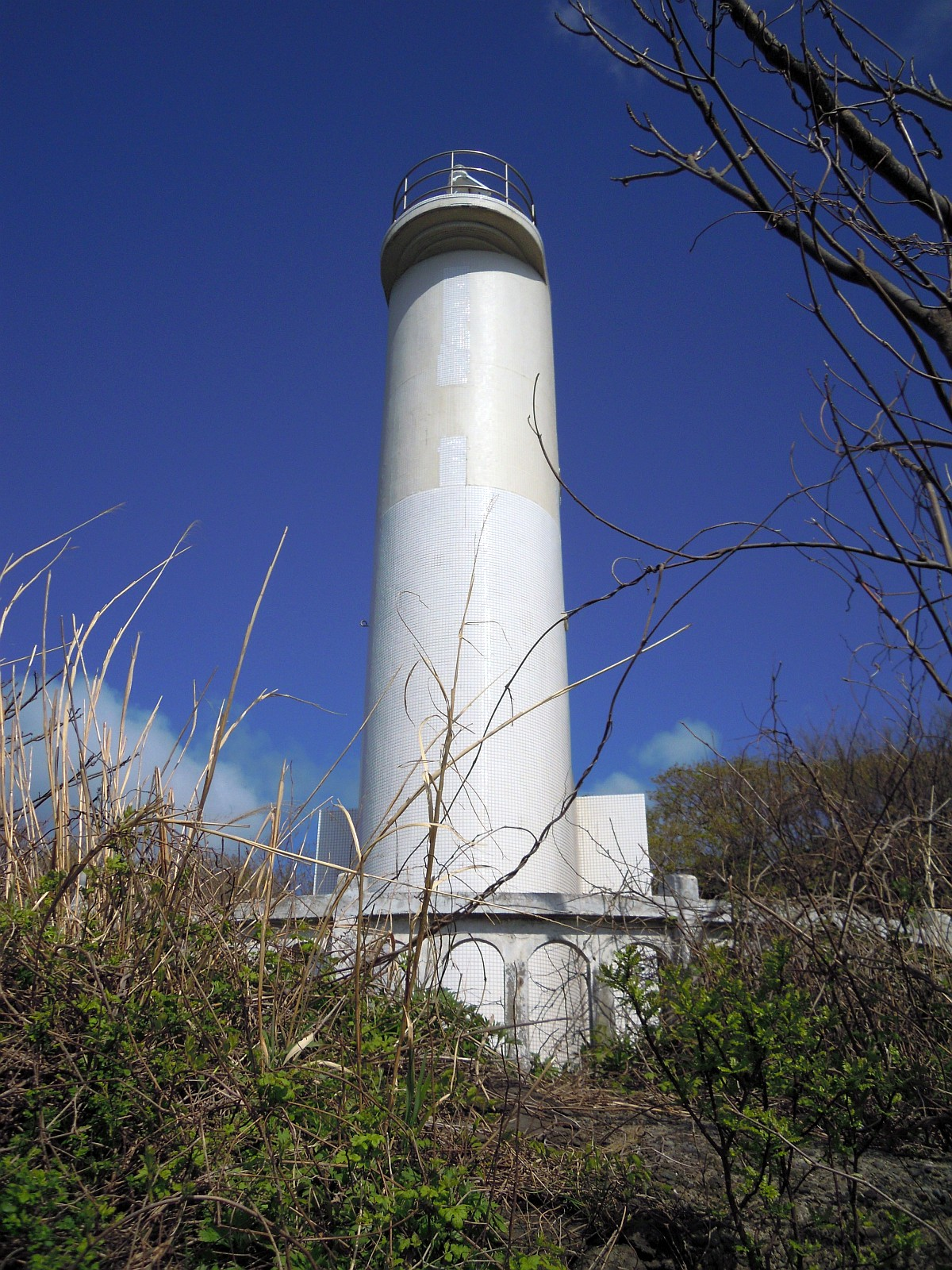
羽後三埼灯台

- 位置：北緯39度07分04秒、東経139度52分15秒
- 塗色・構造：白色・塔形コンクリート造
- 実効光度：5,600カンデラ
- 光達距離：12.5海里（約23km）
- 高さ（地上 - 灯火）：10.5m
- 標高（海面 - 灯火）：68m
- 初点灯：1960年（昭和35年）2月1日
- 所在地：山形県遊佐町
- 管轄：海上保安庁第二管区海上保安本部

## アクセス
- JR東日本小砂川駅（秋田県側）、女鹿駅（山形県側）
- 羽後交通バス小砂川線で象潟駅から約20分、三崎公園前下車